# Chiesa di Sant'Arcangelo degli Arcamoni
La chiesa di Sant'Arcangelo degli Arcamoni è una chiesa sconsacrata di Napoli, ubicata in via Arte della Lana 20.
La chiesa fu edificata nell'anno 1900 in seguito alla distruzione dell'originaria cappella nei pressi della chiesa di San Pietro a Fusariello demolita nei lavori del Risanamento.
Attualmente la chiesa risulta sconsacrata e l'incuria degli uomini, unita a un mancato sistema di controllo che dovrebbe tutelare questa tipologia di strutture antiche, ha fatto sì che le tracce architettoniche presenti all'interno venissero completamente compromesse: infatti le decorazioni della navata risultano cancellate, poiché è stata trasformata in una autorimessa. La lapide che indicava l'edificio di culto, posta all'esterno, risulta scomparsa. Le opere dell'antica cappella demolita sono andate disperse.